# Maxwell’s Silver Hammer
«Maxwell’s Silver Hammer» (с англ. — «Серебряный молоток Максвелла») — песня группы «Битлз», опубликованная на альбоме Abbey Road. Песня написана Полом Маккартни, однако её авторство приписано Леннону и Маккартни.

## История песни
Песня была написана в октябре 1968 года и изначально планировалась к включению в альбом The Beatles, однако из-за недостатка времени была временно оставлена. Три месяца спустя, в январе 1969 к ней пытались вернуться вновь во время сессий, посвящённых альбому Let It Be, однако и тогда песня не была записана.
Джон Леннон саркастически отозвался о песне как о «музыке бабушки Пола». В 1994 году Маккартни заявил, что песня просто повествует о крушении жизни, будучи его «аналогией ситуации, когда что-то идёт совсем не так, как это часто происходит». Далее цитата: «Я хотел создать какой-то символ подобной ситуации, и таковым стал некий выдуманный персонаж Максвелл с серебряным молотком. Я не знаю, почему он был серебряным, это просто звучало лучше, чем „молоток Максвелла“. Это было нужно по ритмическим соображениям. Мы до сих пор используем это выражение, когда случается что-то неожиданное».

## Запись песни
Первые студийные работы по записи песни осуществлялись в январе 1969 года во время сессий, посвящённых рабочему альбому «Get Back», однако те дубли не были использованы при подготовке окончательной версии.
Студийная работа над окончательной версией песни началась на студии «Эбби Роуд» 9 июля 1969 года. Джон Леннон, отсутствовавший в студии в течение восьми дней (после автомобильной аварии), прибыл на запись вместе с женой, Йоко Оно, которая, будучи более серьёзно травмированной, во время сессии лежала на широкой кровати прямо в студии. Было записано 16 ритм-треков, к которым потом дозаписали гитарные партии. Неиспользованный пятый дубль впоследствии был выпущен на альбоме Anthology 3.
На протяжении последующих двух дней группа дозаписала партии вокала, фортепиано, органа Хаммонда, наковальни и гитары. Запись песни была закончена 6 августа, когда Маккартни дозаписал соло на Moog-синтезаторе.
В записи участвовали:
- Пол Маккартни — основной вокал, подголоски, гитара, фортепиано, Moog-синтезатор
- Джордж Харрисон — подголоски, гитара, шестиструнная бас-гитара
- Ринго Старр — подголоски, ударные, наковальня[~ 1]
- Джордж Мартин — орган Хаммонда
- Мэл Эванс — наковальня[~ 1]

## Известные кавер-версии
- В фильме «Оркестр клуба одиноких сердец сержанта Пеппера» (1978 год) песня исполняется комиком Стивом Мартином, который представляет персонажа Максвелла Эдисона. В другом музыкальном документальном фильме, «Всё это и Вторая мировая война» (All This and World War II, 1976 год), эту песню исполняет Фрэнки Лэйн.
- На мотив песни был написан текст на языке эсперанто (не имеющий ничего общего с оригиналом; автором текста выступил М. Ц. Бронштейн); под новым названием «Turista kanto» («Песня туриста») песня стала очень популярной среди советских эсперантистов и в 2003 году вошла в подборку популярных песен на эсперанто «Oraj kantoj» («Золотые песни»)[12].

## Примечание
1. 1 2  Согласно источникам, указанным выше, в студии на наковальне играл именно Ринго Старр, однако в фильме «Пусть будет так» во время записи песни по наковальне стучит Мэл Эванс.